# Blue Angel (groupe)
Pour les articles homonymes, voir Blue Angel.
Blue Angel était un groupe rétro/rockabilly américain basé à New York, composé de Cyndi Lauper au chant, John Turi aux claviers et saxophones, Johnny Morelli à la guitare, Arthur "Rockin' A" Neilson à la basse et Lee Brovitz à la batterie. 

## Biographie
Le groupe se forme vers la fin des années 1970, et joue dans quelques bars new-yorkais. Ils attirent l'attention de Polydor en 1977. Ils entrent alors en studio pour enregistrer leur premier album. Mais pour des raisons de santé de la part de leur chanteuse, Cyndi Lauper, l'enregistrement est suspendu pendant deux ans. Ils recommencent à enregistrer en 1979, mais Polydor connaît quelques problèmes financiers. Finalement, ils sortent leur unique album éponyme, Blue Angel en 1980 au son très années 1970. En effet, l'album devait sortir en 1979. Il est un réel flop dans les palmarès américains. Ils ont cependant un certain succès avec la chanson I'm Gonna Be Strong de Cynthia Weil et Barry Mann, Cyndi la reprendra plus tard sur la compilation de 1994 Twelve Deadly Cyns...and Then Some. L'album de Blue Angel reçoit très peu de promotion, et le groupe s'endette. Ils n'ont d'autres choix que de se séparer en 1980.
Blue Angel a enregistré un deuxième album pour Polydor en 1980 mais il n'a jamais été publié en raison d'un changement de direction chez PolyGram Allemagne, et ils ont, avec d'autres artistes, été retirés du label. Le groupe a continué à jouer autour de New York jusqu'en 1982, leur dernier concert a eu lieu à l'automne de cette même année au Studio 54. En 1983, Cyndi Lauper lance son premier album solo, She's So Unusual, qui rencontre un énorme succès. Elle poursuit ensuite une carrière solo, et la chanteuse est toujours active aujourd'hui. Le groupe s'est reformé en 1987 sans Cyndi toutefois sous le nom Boppin' the Blues, elle les a rejoints sur scène au Lone Star Cafe de New York pour interpréter That's Alright Mama et ils se sont séparés après.

## Rééditions
Après le succès solo de Cyndi Lauper, l'album a été réédité aux formats LP et cassette dans plusieurs pays. La réédition australienne recouverte de jaune utilise une photo plus grande de Cyndi et comprend "Blue Angel featuring" en petits caractères au-dessus de "Cyndi Lauper" en gros caractères. La réédition japonaise comprend également "avec Cyndi Lauper", bien que le reste de la pochette reste inchangé par rapport à la version originale. En 2005, Hip-O Select Records sort un pressage de 5,000 disques compacts.

## Personnel
- Cyndi Lauper : Chant
- John Morelli : Guitare
- Art Neilson : Basse
- John Turi : Claviers, Saxophones
- Lee Brovitz : Batterie

## Production
- Roy Halee : Production, Ingénieur
- Lincoln Y. Clapp : Assistant Ingénieur
- Greg Calbi : Mastering